# Правец (община)
Община Правец се намира в Западна България и е една от съставните общини на Софийска област.

## География

### Географско положение, граници, големина
Общината е разположена в североизточната част на Софийска област. С площта си от 316,715 km2 заема 9-о място сред 22-те общините на областта, което съставлява 4,47% от територията на областта. Границите ѝ са следните:
- на юг – община Етрополе;
- на запад – община Ботевград;
- на север – община Роман, област Враца;
- на североизток – община Ябланица, област Ловеч;
- на изток – община Тетевен, област Ловеч.

### Природни ресурси

#### Релеф
Релефът на общината е котловинен, речно-долинен и ниско планински, като територията ѝ попада в пределите на Западния Предбалкан и Западна Стара планина.
Повече от половината от територията на община Правец е заета от нископланинския рид Лакавица (част от вътрешната структурна ивица на Западния Предбалкан). От проломната долина на река Правешка Лакавица (ляв приток на река Малки Искър) той се поделя на две части. На запад от пролома е същинския рид Лакавица, а на изток от него носи името Острома. Тук, на границата с община Етрополе се намира най-високата му точка – връх Острома 1026,8 m. На 1 km южно от върха, чрез седловина висока 657 m рида Лакавица се свързва с планината Било (част от Западна Стара планина). В нея, на границата с общините Ботевград и Етрополе се издига най-високата ѝ точка – връх Маняков камък 1439,2 m, който е и най-висока точка на община Правец.
Между планината Било на юг и рида Лакавица на север се вклинява най-източната част на Ботевградската котловина, по известна в тази си част като Правешка котловина.
Северно и източно от големия завой на река Малки Искър в пределите на община Правец попадат южните части на предбалканския рид Драгоица. На границата с община Роман, западно от села Манаселска река е разположен връх Бальова могила 946,7 m.
Западно от долината на река Малки Искър (част от землището на село Своде) са разположени най-източните части на друг предбалкански рид – Гола глава. Неговата максимална височина в пределите на община Роман е връх Могилата 654,6 m, намиращ се на границата с община Роман. Източно от него, на границата с община Роман, в коритото на река Малки Искър се намира най-ниската точка на община Правец – 205 m н.в.

#### Води
Основна водна артерия на община Правец е река Малки Искър (десен приток на река Искър), която протича през нея със средното и част от долното си течение. Тя навлиза в община Правец северно от село Малки Искър (община Етрополе), като тече на северозапад. Пресича малката Джурковска котловина, след село Видраре завива на запад и образува живописен пролом между предбалканските ридове Лакавица на юг и Драгоица на север. При село Калугерово Малки Искър отново сменя посоката си, като завива на север, долината ѝ се разширява и северно от село Своде напуска пределите на общината. Основни нейни притоци на територията на община Правец са реките: Оселна (десен), Борущица (ляв), Осеня (десен), Длъжки дол (десен), Манаселска река (десен), Правешка Лакавица (ляв), вълчов дол (десен) и Бебреш (ляв, най-голям приток).

## Население

### Етнически състав (2011)
Численост и дял на етническите групи според преброяването на населението през 2011 г.:
|                     | Численост | Дял (в %) |
| Общо                | 7569      | 100,00    |
| Българи             | 5957      | 78,70     |
| Турци               | 4         | 0,05      |
| Цигани              | 1 228     | 16,22     |
| Други               | 33        | 0,44      |
| Не се самоопределят | 20        | 0,26      |
| Неотговорили        | 327       | 4,32      |

### Движение на населението (1934 – 2021)
| Община Правец                                 | Община Правец | Община Правец | Община Правец | Община Правец | Община Правец | Община Правец | Община Правец | Община Правец | Община Правец | Община Правец | Община Правец |
| --------------------------------------------- | ------------- | ------------- | ------------- | ------------- | ------------- | ------------- | ------------- | ------------- | ------------- | ------------- | ------------- |
| Година                                        | 1934          | 1946          | 1956          | 1965          | 1975          | 1985          | 1992          | 2001          | 2011          | 2021          |               |
| Население                                     | 15467         | 14623         | 12196         | 9835          | 8916          | 9492          | 10472         | 8995          | 7569          | 7131          |               |
| Източници: Национален Статистически Институт, |               |               |               |               |               |               |               |               |               |               |               |

### Населени места
Общината има 11 населени места с общо население от 7131 жители към 7 септември 2021 г.
| Населено място     | Население (2021 г.) | Площ на землището km2 | Забележка (старо име) | Населено място    | Население (2021 г.) | Площ на землището km2 | Забележка (старо име)           |
| ------------------ | ------------------- | --------------------- | --------------------- | ----------------- | ------------------- | --------------------- | ------------------------------- |
| Видраре            | 298                 | 36,018                |                       | Правец            | 3664                | 46,073                |                                 |
| Джурово            | 1158                | 18,491                |                       | Правешка Лакавица | 55                  | 22,532                |                                 |
| Калугерово         | 110                 | 35,874                |                       | Равнище           | 196                 | 15,946                |                                 |
| Манаселска река    | 79                  | 29,164                |                       | Разлив            | 653                 | 16,946                | Орешака                         |
| Осиковица          | 501                 | 49,086                |                       | Своде             | 73                  | 25,479                |                                 |
| Осиковска Лакавица | 344                 | 21,106                |                       | ОБЩО              | 7131                | 316,715               | няма населени места без землища |

## Административно-териториални промени
- през 1946 г. – заличени са к. Венците без административен акт поради изселване;
- Указ № 183/обн. 18.04.1952 г. – преименува м. Орешака на м. Разлив и я признава за с. Разлив;
- през 1956 г. – заличена е м. Влахов дол без административен акт поради изселване;
- Указ № 128/обн. 11.04.1961 г. – заличава к. Лъга и ги присъединява като квартал на к. Богдан;
- Указ № 57/обн. 05.02.1965 г. – заличава махалите Беляновец, Герановица и Мишковци и ги присъединява като квартали на к. Джурово;

– заличава махалите Драгневска (Драганевска), Дръвница, Манастирица (Манастирска) и Поповска и ги присъединява като квартали на с. Правец;
– признава к. Джурово за с. Джурово;
- Указ № 88/обн. 30.11.1965 г. – заличава м. Бистрица и я присъединява като квартал на с. Разлив;
- Указ № 2190/обн. 20.10.1981 г. – признава с. Правец за гр. Правец;
- Указ № 970/обн. 04.04.1986 г. – заличава колиби Бакова могила, Богдан, Гольовица, Градище, Космата, Пеша лъка, Пичор, Раздолата, Свиндол (Свини дол) и Черни връх поради изселване;

– заличава махалите Буджов дол, Гола могила, Драгоица и Дръндарска, к. Смолевица и м. Череша и ги присъединява като квартали на м. Манаселска река;
– заличава махалите Балабанска и Гроздьов дол и ги присъединява като квартали на м. Равнище;
– признава м. Манаселска река за с. Манаселска река;
– признава м. Равнище за с. Равнище.

## Транспорт
През общината преминават частично 5 пътя от Републиканската пътна мрежа на България с обща дължина 74,8 km:
- участък от 20,8 km от автомагистрала Хемус (от km 50,5 до km 71,3);
- участък от 25,7 km от Републикански път I-3 (от km 171,1 до km 196,8);
- началният участък от 3,2 km от Републикански път II-37 (от km 0 до km 3,2);
- началният участък от 16,1 km от Републикански път III-308 (от km 0 до km 16,1);
- началният участък от 9 km от Републикански път III-3009 (от km 0 до km 9,0).

## Топографска карта
- Лист от карта K-34-36. Мащаб: 1 : 100 000.
- Лист от карта K-34-48. Мащаб: 1 : 100 000.
- Лист от карта K-35-25. Мащаб: 1 : 100 000.
- Лист от карта K-35-37. Мащаб: 1 : 100 000.